# Батгінда
Батгінда (пенджаб. ਬਠਿੰਡਾ, гінді बठिंडा, англ. Bathinda) — місто на півдні індійського штату Пенджаб. Адміністративний центр округу Батгінда.

## Географія та клімат
Розташоване приблизно за 225 км на південний захід від міста Чандігарх, недалеко від кордону зі штатами Хар'яна і Раджастхан, на висоті 201 м над рівнем моря.

### Клімат
Місто знаходиться у зоні, котра характеризується кліматом помірних степів та напівпустель. Найтепліший місяць — червень із середньою температурою 34.1 °C (93.4 °F). Найхолодніший місяць — січень, із середньою температурою 12.6 °С (54.7 °F).
| Клімат Батгінди         | Клімат Батгінди | Клімат Батгінди | Клімат Батгінди | Клімат Батгінди | Клімат Батгінди | Клімат Батгінди | Клімат Батгінди | Клімат Батгінди | Клімат Батгінди | Клімат Батгінди | Клімат Батгінди | Клімат Батгінди | Клімат Батгінди |
| Показник                | Січ.            | Лют.            | Бер.            | Квіт.           | Трав.           | Черв.           | Лип.            | Серп.           | Вер.            | Жовт.           | Лист.           | Груд.           | Рік             |
| Середній максимум, °C   | 20,5            | 22,8            | 28,3            | 35,7            | 40              | 41,4            | 36,9            | 35,4            | 35,4            | 34              | 28,2            | 22,7            | 31,8            |
| Середня температура, °C | 12,6            | 15,3            | 20,4            | 27,2            | 31,4            | 34,1            | 31,6            | 30,4            | 29              | 25,2            | 18,9            | 14              | 24,2            |
| Середній мінімум, °C    | 4,7             | 7,8             | 12,5            | 18,6            | 22,7            | 26,8            | 26,3            | 25,3            | 22,6            | 16,3            | 9,6             | 5,2             | 16,5            |
| Норма опадів, мм        | 11.4            | 13.2            | 23.5            | 8.8             | 14.8            | 34.1            | 133.1           | 120.2           | 47              | 7.8             | 7.7             | 6.8             | 428.4           |
| ----------------------- | --------------- | --------------- | --------------- | --------------- | --------------- | --------------- | --------------- | --------------- | --------------- | --------------- | --------------- | --------------- | --------------- |
| Джерело: Weatherbase    |                 |                 |                 |                 |                 |                 |                 |                 |                 |                 |                 |                 |                 |

## Економіка
Основу економіки міста складають нафтохімічна і текстильна промисловості, виробництво добрив і цукру, а також перероблення цитрусів. У місті є 2 теплові електростанції. На околицях Батгінди розвинене сільське господарство. Місто є важливим залізничним вузлом.

## Екологія
У Батгінді і її околицях досить високий рівень захворювання різними видами раку. Це пов'язано з викидами промислових підприємств міста, а також з неконтрольованим використанням великої кількості пестицидів та інших токсичних речовин у сільському господарстві. Епідеміологічне дослідження 2007 року виявило, що поверхневі води Батгінди забруднені арсеном, кадмієм, хромом, селеном і ртуттю, що пояснюється скиданням неочищених вод підприємствами. Ненаукові методи ведення сільського господарства, введені після Зеленої революції, також є причиною зростання захворюваності не тільки раком, але також високого рівня викиднів, генетичних каліцтв, флюорозу, різних шкірних захворювань.

## Населення
За даними перепису населення 2001 року, населення міста становить 217 389 осіб. Частка чоловіків: 54 %, жінок: 46 %. Рівень грамотності становить 70 %. Частка дітей віком до 6 років: 11 %. За даними перепису населення 2011 року, населення становило 285 813 осіб.
| 1991    | 2001    | 2011    | 2012    |
| ------- | ------- | ------- | ------- |
| 159 114 | 217 256 | 285 813 | 287 885 |

Джерело:

## Освіта
У 2009 році в Батгінді був заснований Центральний університет Пенджабу (Central University of Punjab). У міста розташовані також урядовий коледж Раджиндра (Government Rajindra College) і урядовий інженерний коледж.